# Farligt uppdrag
Farligt uppdrag (engelska: Mission: Impossible) är en amerikansk tv-serie från 1988–1990 som sändes på ABC. Serien är en uppföljare till På farligt uppdrag från 1966. Den enda skådespelaren från den ursprungliga serien som återvände till den nya var Peter Graves, även om Greg Morris och Lynda Day George medverkade som gästskådespelare. Fortsatte gjorde också Bob Johnson, som dock aldrig syns, med att göra rösten till "The Tape" (i denna serie, "The Disc"). Farligt uppdrag har visats på SVT i kanal 1 1990 och på Kanal 5 1998 samt år 2001. Serien visades även på TV4 Guld och TV4 Play sommaren 2023. Den återkom också på TV12 2024.

## Handling
Serien utspelar sig 15 år efter Jim Phelps pensionering som ledare för det topphemliga IMF-teamet. Jims skyddsling och efterföljare som chef för teamet har blivit mördad, och han ombeds nu att återinträda i tjänst som ledare för teamet. Jim accepterar erbjudandet och hans uppdrag blir att sätta dit mördaren. Han börjar jakten på mördaren med att skapa ett nytt team med nya agenter och med sig själv som ledare. 
Det nya teamet består av Nicholas Black, skådespelare och expert på förklädnader, Max Harte som är ett vältränat "muskelknippe", Casey Randall som är både modell och agent och Grant Collier som är ett teknologiskt geni. Collier är även son till Barney Collier som var teknikexpert i Jims gamla IMF-team. I mitten av säsong ett så dödas Casey Randall (och blir där med den första IMF-agenten vars existens blir förnekad,"disavowed" av Ministern). Hon efterträds av Secret Service-agenten Shannon Reed.
Seriens gimmick är en liten mediaspelare som visar rörliga bilder efter att man matat in en CD-skiva. Där blev gruppens uppdrag presenterat med frasen "Your mission, Jim, should you decide to accept it, is to...". ("Ditt uppdrag Jim, om du väljer att acceptera det är...") Meddelandet avslutas alltid med "As always, should you or any of your IM force be caught or killed, the Secretary will disavow any knowledge of your actions. This disc will self-destruct in five seconds. Good luck, Jim." (Om du eller någon annan i IMF-teamet skulle bli tillfångatagna eller dödade kommer Ministern förneka all kännedom om era förehavanden. Denna CD-skiva kommer att förstöra sig själv inom fem sekunder. Lycka till, Jim.) Sedan meddelandet avslutats så förstördes CD-skivan under kraftig rökutveckling.
De uppdrag som Phelps och IMF-teamet får går ut på att på olika vis med list, teknisk överlägsenhet och genial/fantasifull planering eliminera olika obehagliga personer, som tex grymma diktatorer, terrorister eller maffiabossar som inte går att komma åt med konventionella metoder. Maskering och visuella illusioner är några av IMF-teamets arbetsmetoder. Ofta opererar man i olika fiktiva länder långt utanför USA:s gränser.

## Om serien
Farligt uppdrag är en uppföljare till serien På farligt uppdrag som sändes 1966–1973. 1988 utlöste Writers Guild of America en författarstrejk som gjorde det omöjligt för tv-bolagen att beställa nya manus till sina tv-serier. Eftersom flera tv-producenter befarade att strejken kunde bli långvarig, så tog ABC beslutet att återanvända gamla manus och att göra en nyinspelning av På farligt uppdrag, med lämpliga uppdateringar.
Från början var det tänkt att man skulle använda rollkaraktärerna från den tidigare serien. Men detta ändrades och alla rollkaraktärerna är nya jämfört med originalserien, med undantag för Jim Phelps, ledaren för IMF-teamet. Eftersom författarstrejken tog slut tidigare än beräknat, så blev endast ett fåtal avsnitt baserade på gamla manus filmade.
Farligt uppdrag var en av de första amerikanska tv-serierna som spelades in i Australien, och flera av skådespelarna var australiensare. Anledningen till det var att kostnaderna var 20 procent lägre jämfört med att spela in i Hollywood. Den första säsongen spelades in i Queensland, medan den andra säsongen spelades in i Melbourne. 

## Rollista i urval
- Peter Graves – Jim Phelps
- Thaao Penghlis – Nicholas Black
- Tony Hamilton – Max Harte
- Phil Morris – Grant Collier (son till Greg Morris i På farligt uppdrag, de spelade även far och son i serien då fadern gjorde flera gästspel.)
- Terry Markwell – Casey Randall (1988–1989)
- Jane Badler – Shannon Reed (1989–1990)
- Bob Johnson – "The Disc" (endast röst)

## DVD
Serien är utgiven på DVD, men inte i Sverige. I USA – '88: 29/11, 2011; '89: 28/2, 2012. I Storbritannien – '88: 23/7, 2012; '89: 15/10, 2012.